# Лотар Фридрих фон Метерних-Буршайд
Лотар Фридрих фон Метерних-Буршайд (на немски: Lothar Friedrich von Metternich-Bourscheid; * 29 септември 1617, замък Буршайд, Люксембург; † 3 юни 1675, Майнц) от род Метерних-Буршайд, е епископ на Шпайер (1652 – 1675), също архиепископ и курфюрст на Майнц (1673 – 1675) и епископ на Вормс (1673 – 1675).

## Живот
Той е син на съветника на Курфюрство Трир Йохан Герхард фон Метерних, господар на Буршайд († 1644) и съпругата му Мария фон дер Лайен († 1660), дъщеря на Георг IV фон дер Лайен († ок. 1611), господар на Елтц и Лайнинген, и Катарина фон Елтц († 1598), дъщеря на Хайнрих фон Елтц († 1557), господар на Пирмонт и Рюбенах, и Йохана фон Елтер. Брат е на фрайхер Волф Хайнрих фон Метерних († 1699), господар на Буршайд, дворцов маршал на Курфюрство Трир, от 1674 г. дворцов майстер на Курфюрство Майнц.
Лотар Фридрих става през 1625 г. на 8-годишна възраст „домицелар“ в Трир и през 1631 г. също в Шпайер. Той посещава гимназията на йезуитите в Понт-а-Мусон и се връща през 1635 г. обратно в Трир. В Трир той следва от 1635 до 1636 г. след това продължава в Понт-а-Мусон. През 1639 г. той е също „домицелар“ в Майнц и става на 8 септември 1640 г. дякон.
На 11 април 1652 г. Лотар Фридрих е избран за епископ на Шпайер. На 17 декември 1652 г. е свещеник в Шпайер. На 9 юни 1653 г. е помазан за епископ на Шпайер и започва службата си на 24 юни 1656 г. На 15 декември 1670 г. той е „коадютор“ на архиепископа на Майнц и е помазан на 26 ноември 1671 г. На 12 февруари 1673 г. той е архиепископ на Майнц. На 16 април 1674 г. става и епископ на Вормс.
Умира на 57 години на 3 юни 1675 г. в Майнц като архиепископ на Майнц.